# 青森県道121号七戸上北町停車場線
青森県道121号七戸上北町停車場線（あおもりけんどう121ごう しちのへかみきたちょうていしゃじょうせん）は、青森県上北郡七戸町から東北町に至る一般県道である。

## 概要
上北郡七戸町の国道394号交点から青森県道22号三沢七戸線と重複して路線が始まる。国道4号七戸バイパスと交差後に東北町新舘で県道22号から分岐し直進し、東北町上野で東北インターチェンジと交差したのち東北町の中心部を通って青い森鉄道線上北町駅に至る。

### 路線データ
- 起点：上北郡七戸町[1]（国道394号交点）
- 終点：上北町停車場[1]

## 歴史
- 1961年（昭和36年）2月10日 - 県道に認定される[1]。

## 路線状況

### 重複区間
- 青森県道22号三沢七戸線（上北郡七戸町七戸・起点 - 東北町新舘）
- 青森県道211号折茂上北町停車場線・青森県道219号水喰上北町停車場線（上北郡東北町上北南 - 終点）

## 地理

### 交差する道路
- 国道394号（上北郡七戸町七戸、起点）
- 国道4号（上北郡七戸町笊田川久保、笊田川久保交差点）
- 青森県道22号三沢七戸線（東北町新舘）
- E4A 上北自動車道（上北天間林道路）東北IC（上北郡東北町）
- 青森県道211号折茂上北町停車場線（=青森県道219号水喰上北町停車場線重複）（上北郡東北町上北南）

## 沿線にある施設など
- 東北町立第一小学校
- 徳万才郵便局
- 池ノ端温泉
- ランプ温泉
- 北部上北広域事務組合 上北消防署
- 東北町立上北中学校
- 上北郵便局
- 東北町役場
- 青森みちのく銀行上北町支店
- 青い森鉄道線 上北町駅